# Hesperia juba
Espèce
Hesperia juba est une espèce de lépidoptères diurnes de la famille des Hesperiidae présente en Amérique du Nord.

## Habitat
Ce papillon vit de la Colombie-Britannique à la Californie. Plus à l’est, il est présent du Montana au Nouveau-Mexique en passant par le Colorado et le Wyoming.

## Description
L’envergure varie entre 32 et 42 mm. Deux générations se succèdent chaque année : la première est visible de mai à juin et la seconde d’août à septembre.
Les chenilles se nourrissent de Deschampsia elongata, Stipa, Bromus rubens et Poa pratensis.

## Taxonomie
Le nom valide complet (avec auteur) de ce taxon est Hesperia juba (Scudder, 1872).
L'espèce a été initialement classée dans le genre Pamphila sous le protonyme Pamphila juba Scudder, 1872.
Hesperia juba a pour synonymes :
- Erynnis ogdenensis Holland, 1931
- Pamphila juba Scudder, 1872